# Cor van Wijgerden
Cor van Wijgerden (23 mei 1950) is een Nederlandse schaker, schaaktrainer en schrijver van schaakboeken. In 1978 werd hem door de FIDE de titel Internationaal Meester (IM) toegekend.

## Stappenmethode en coaching

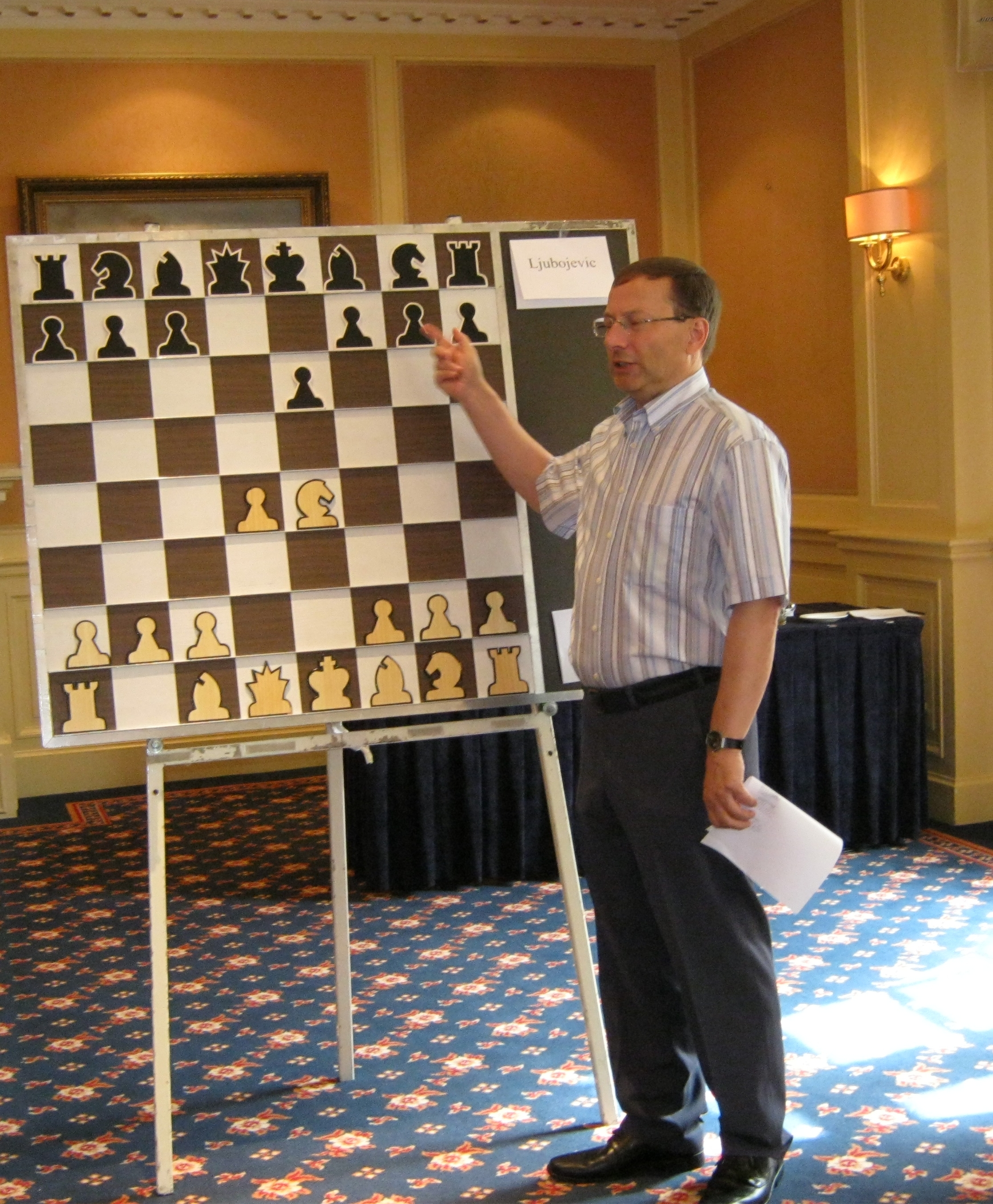
Van Wijgerden (2010)

Samen met Rob Brunia heeft hij de "Stappenmethode" ontwikkeld, een didactische methode om volwassenen en kinderen het schaken bij te brengen. De methode bestaat uit zes stappen die telkens in moeilijkheidsgraad toenemen. Bij iedere stap hoort een handleiding en een werkboek. Veel scholen en verenigingen in Nederland en België gebruiken deze methode voor hun schaaklessen.
Van Wijgerden was bondscoach van de jeugd en van de vrouwen. Zelf heeft hij vijf keer meegespeeld om het Nederlands kampioenschap schaken en ook een aantal malen in het IBM-schaaktoernooi in Amsterdam. Hij geeft ook regelmatig commentaar en heeft daarnaast vele schaaktalenten schaaktraining gegeven.
In december 2012 kreeg Van Wijgerden de Max Euwering, de onderscheiding die eens in de vijf jaar wordt uitgereikt aan "een Nederlander met grote verdiensten voor de schaaksport".

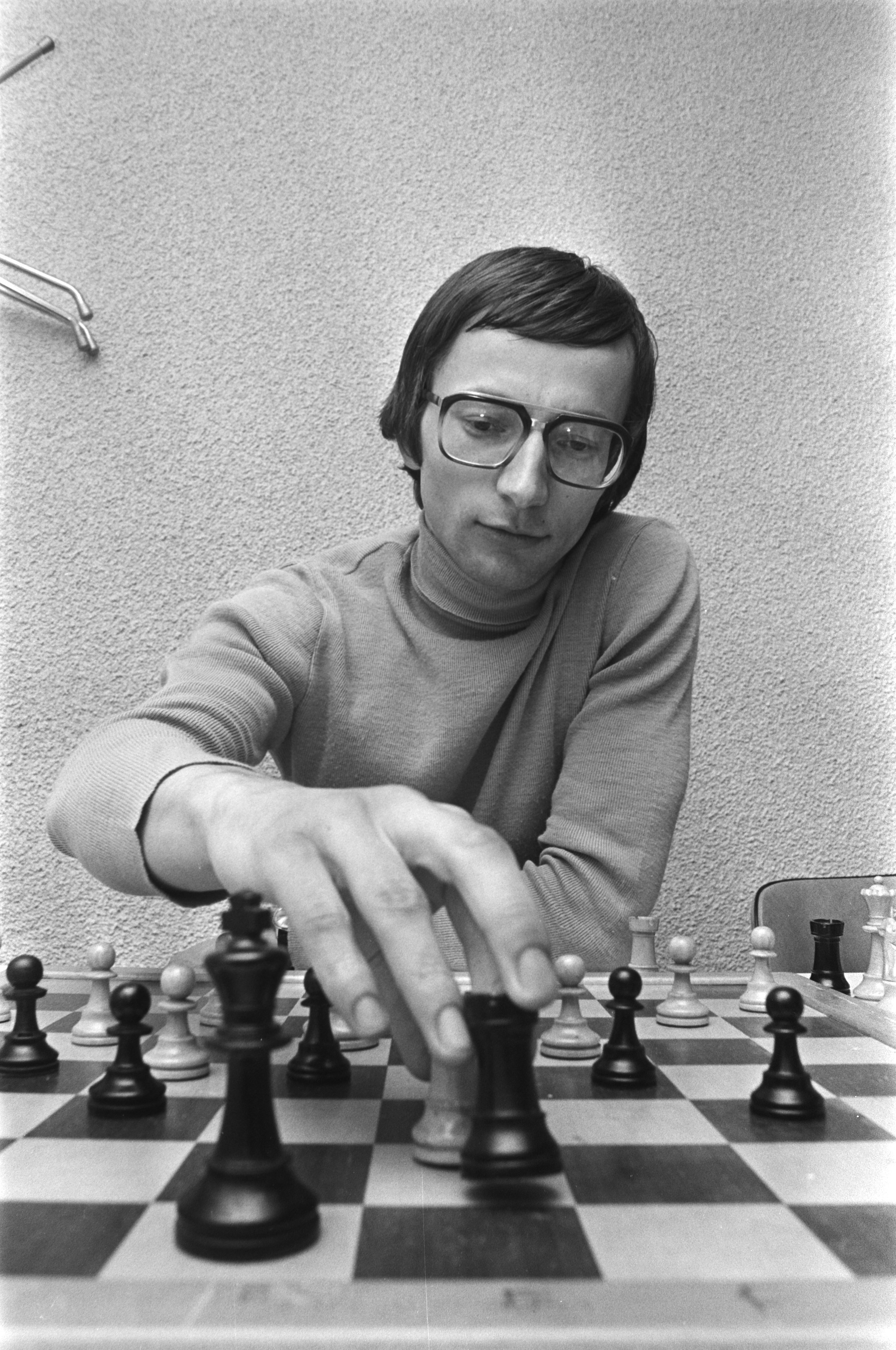
Van Wijgerden (1976)